# Olivier Casadesus
Pour les articles homonymes, voir Casadesus.
Pour les autres membres de la famille, voir Famille Casadesus.
 (novembre 2024).
Si vous disposez d'ouvrages ou d'articles de référence ou si vous connaissez des sites web de qualité traitant du thème abordé ici, merci de compléter l'article en donnant les références utiles à sa vérifiabilité et en les liant à la section « Notes et références ».
Olivier Casadesus, né Olivier Probst le 2 septembre 1970, est un mannequin et un acteur français. Il est surtout connu pour avoir participé à la série télévisée Hélène et les Garçons, sous le pseudonyme d'Olivier Sevestre, Sevestre étant le nom de sa mère.

## Biographie
Olivier Casadesus est issu d'une famille d'artistes. Il est le fils du chef d'orchestre Jean-Claude Casadesus, le petit-fils de la comédienne Gisèle Casadesus et le cousin de la chanteuse soprano Tatiana Probst et de la sœur de cette dernière la comédienne Barbara Probst.
Il a une demi-sœur, Caroline, et un demi-frère, le photographe Sebastian Copeland.
En 1986, il apparaît dans le clip de Stéphanie de Monaco : Flash.
De 1993 à 1998, il a joué le rôle d'Olivier dans les séries Hélène et les Garçons, Le Miracle de l'amour et Les Vacances de l'amour.
En 1998, dans la série Sous le soleil (TF1), il joue le rôle de Benoît Chouchan aux côtés de Bénédicte Delmas.
Il a posé pour des campagnes de publicité pour des parfums de Lanvin et des montres Rodania.

## Filmographie

### Télévision
- 1993-1994 : Hélène et les Garçons (épisodes 193 et suivants) : Olivier (sous le pseudonyme d'Olivier Sevestre)
- 1995-1996 : Le Miracle de l'amour : Olivier
- 1996-1998 : Les Vacances de l'amour (épisodes 1-40 et 49): Olivier
- 1998 : Sous le soleil : Benoît Chouchan (saison 4, 8 épisodes).